# Angelo Mazzoleni
Angelo Mazzoleni  (Florence 7 juin 1952)  est un paléontologue et peintre italien contemporain.

## Biographie
Angelo Mazzoleni passe son enfance en Toscane et dans une localité bergamasque.
Il commence son activité artistique en fréquentant des cours de perfectionnement à l’Académie Carrara de Bergame. Au cours de voyages en Allemagne et à Paris, il perfectionne son langage artistico-culturel qui influence son activité en tant que peintre.
En plus de la peinture, Angelo Mazzoleni s’intéresse à la paléontologie, découvrant divers fossiles importants qu'il donne aux musées de Milan et Bergame.
Il se passionne aussi pour l'histoire et la photographie artistique à thème sacré.
Angelo Mazzoleni a exposé dans de grandes villes italiennes, des galeries et musées, aux États Unis, Canada, ainsi qu'à une Biennale d'Arte en Turquie.

## Paléontologie
Angelo Mazzoleni a découvert une espèce de fossiles qui a été baptisée de son nom : Pseudocoleia mazzolenii.

## Peinture

### Expositions
- 1980 - Bergame, Circolo Artistico Bergamasco[2]
- 1980 - Bologne, Galleria Arte Nazionale.
- 1983 - Bergame, Ars Gallery,
- 1995 - Bergame, C.L. Rosa Luxemberg,
- 1999 - Bergame, C. L. Rosa Luxemberg,
- 2002 - Bergame, Galleria Promotionart,
- 2002 - Monte-Carlo, Salon International,
- 2002 - Rome, Galleria Horti Lamiani,
- 2003 - Miami (États-Unis), Licoln Road,
- 2003 - Montreal (Canada), Gora Gallery,
- 2003 - Miami (États-Unis), Miami Art Center,
- 2004 - Bergame, Galleria Promotionart,
- 2004 - Viterbe, Museo Nazionale Arch. Rocco,
- 2005 - Bergame, New Artemisia Gallery,
- 2006 - Ankara, Biennale Arte Turchia,
- 2008 - Rieti, Palazzo Potenziani,
- 2008 - Gênes, Ars Habitat, Palazzo Spinola.